# Jüdische Gemeinde Waibstadt
Eine jüdische Gemeinde in Waibstadt im Rhein-Neckar-Kreis im nördlichen Baden-Württemberg hat spätestens seit dem 17. Jahrhundert bestanden.

## Geschichte
In dem bis 1803 zum Fürstbistum Speyer gehörenden Waibstadt lebten bereits im Mittelalter Juden. Eine erste Erwähnung ist uns für 1337 überliefert. Während der Judenverfolgung in der Pestzeit 1348/49 wurden auch in Waibstadt Juden ermordet. Seit 1625 zogen wieder einzelne Juden zu und am Ende des Dreißigjährigen Krieges lebten drei jüdische Familien in der Stadt. 1671 wurden die Juden ausgewiesen und um 1700 zogen wieder zwei Familien zu. Der jüdische Friedhof wurde als Jüdischer Verbandsfriedhof vor 1690 errichtet und ist der größte jüdische Friedhof Badens. 
Die Gemeinde gehörte seit 1827 zum Bezirksrabbinat Sinsheim. Die höchste Zahl jüdischer Einwohner in Waibstadt betrug 67 Personen im Jahr 1884. Auf Grund der Ab- und Auswanderung ging ihre Zahl in den folgenden Jahrzehnten stark zurück. 1937 wurde die Gemeinde aufgelöst, die letzten Gemeindeglieder kamen zur Neckarbischofsheimer Gemeinde. 
Die 1847 erbaute Synagoge wurde 1925 das letzte Mal genutzt und 1938 an einen Privatmann verkauft, wodurch sie den Zerstörungen während der Novemberpogrome 1938 entging. 1977 wurde das Gebäude abgebrochen.

## Nationalsozialistische Verfolgung
Im Jahr 1933 lebten noch acht jüdische Personen in Waibstadt. Das Gedenkbuch des Bundesarchivs verzeichnet neun in Waibstadt geborene jüdische Bürger, die dem Völkermord des nationalsozialistischen Regimes zum Opfer fielen.

## Gemeindeentwicklung
| Jahr | Gemeindemitglieder |
| ---- | ------------------ |
| 1825 | 42 Personen        |
| 1834 | 44 Personen        |
| 1875 | 42 Personen        |
| 1884 | 67 Personen        |
| 1933 | 8 Personen         |